# Nora Bayes
Nora Bayes (nascuda Rachel Eleanora Goldberg, el 3 d'octubre de 1880 - el 19 de març de 1928) va ser una cantant, còmica, actriu, empresària i estrella del vodevil nord-americana de principis del segle xx.

## Vida primerenca i carrera professional
Nascuda d'Elias David i Rachel (née Miller) Goldberg, en una família jueva ortodoxa a Chicago, Illinois. Tenia un germà, Hugo, i una germana, Lillie (senyora Cerf Meyer). Bayes actuava professionalment en Vodevils a Chicago als 18 anys. Va recórrer fent espectacles de San Francisco, Califòrnia a Nova York i es va convertir en una estrella tant en el circuit de vodevils com als escenaris de Broadway.
El 1908, es va casar amb el cantautor Jack Norworth. Els dos van fer gires junts i se'ls va acreditar la col·laboració en diverses composicions, inclosa la immensament popular "Shine On, Harvest Moon", que la parella va debutar a les Florenz Ziegfeld's Follies de 1908. Bayes i Norworth es van divorciar el 1913.
Després que Amèrica entrés a la Primera Guerra Mundial, Bayes es va implicar en activitats de dinamització de la moral. George M. Cohan va demanar que fos la primera que enregistrés una actuació de la seva patriòtica cançó "Over There". La seva gravació es va publicar el 1917 i es va convertir en un èxit internacional. També va fer espectacles per als soldats. El 1919, va gravar "How Ya Gonna Keep 'em Down in the Farm (After They have Seen Paree)?" per a Columbia, que es va convertir en un èxit durant aquest any.

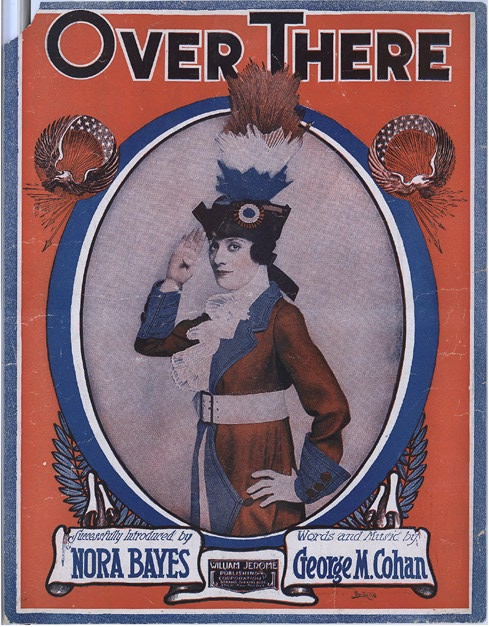
Portada de les partitures "Over There", 1917, amb foto de la cantant Nora Bayes.

Bayes va fer molts registres fonogràfics (alguns amb Norworth) per als segells Victor i Columbia. De 1924 a 1928, el seu acompanyant va ser el pianista Louis Alter. Un dels seus enregistraments més populars va ser "Has Anybody Here Seen Kelly?". En la seva versió, va divertir al públic descaradament des de la seva posició com a intèrpret jueva fent la cançó sobre irlandesos i cantant "erròniament" "Algú ha vist aquí Levi ... Vull dir Kelly".(Levi és un cognom molt freqüent entre els jueus, tal com Kelly és molt freqüent entre els habitants de l'Illa de Man, però en l'adaptació nord-americana de la cançó se'ls fa passar per irlandesos).

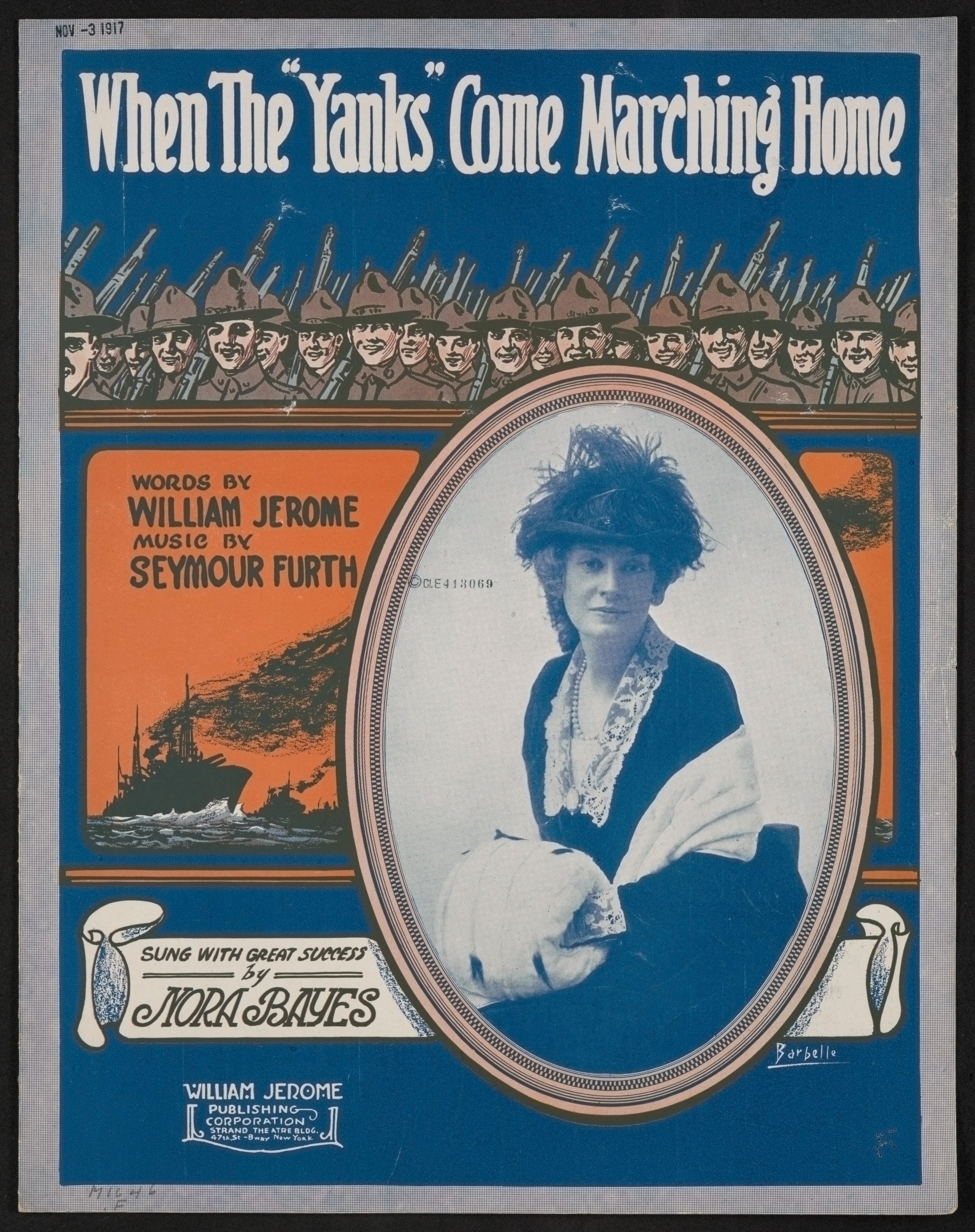
Portada del llibret de partitures de la cançó de temàtica bèl·lica

Bayes va establir el seu propi teatre, The Nora Bayes Theatre, al carrer West 44th de Nova York.

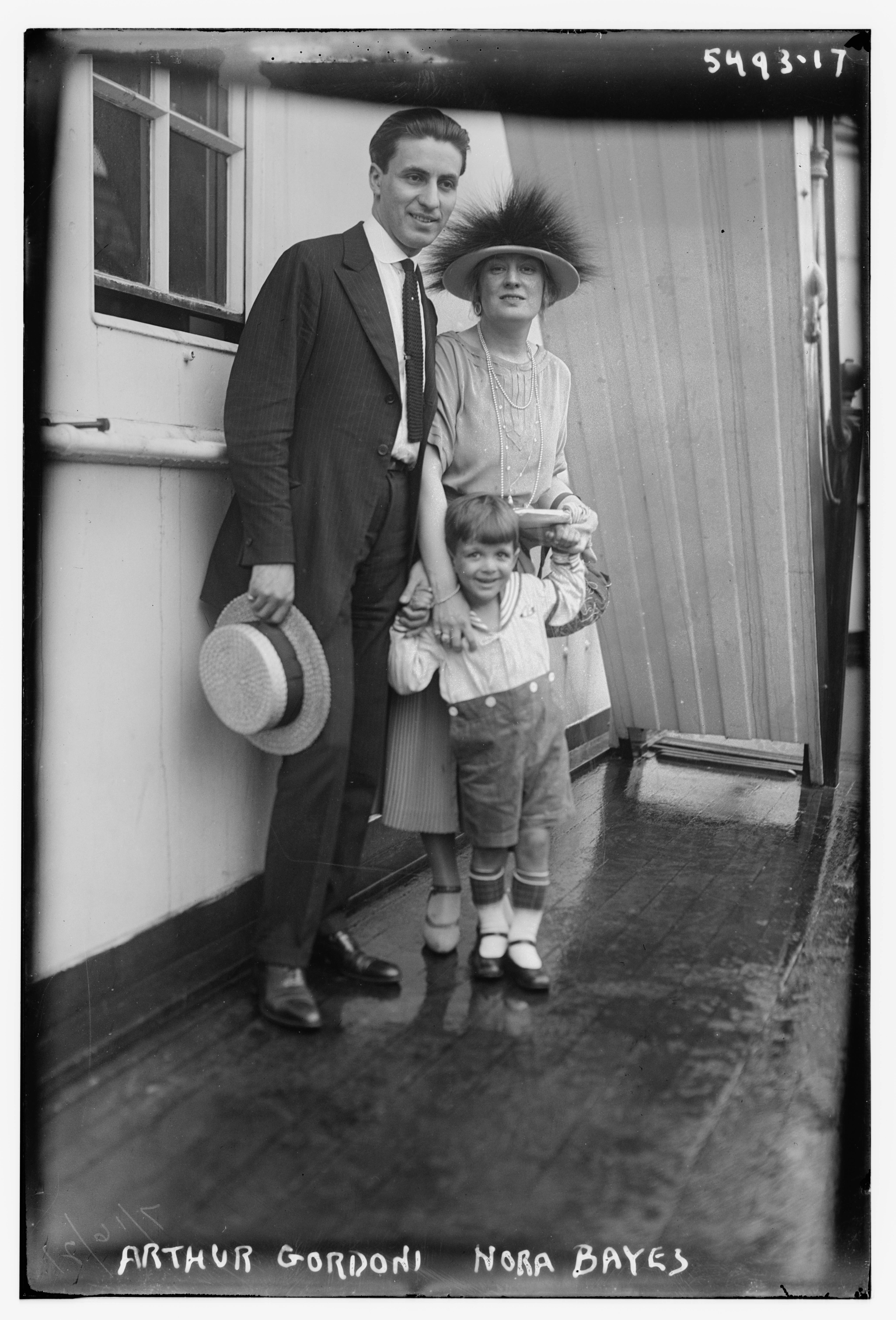
Fotografia de Nora Bayes i Arthur Gordoni amb llur fill. 1920-1925

## Matrimonis i família
Bayes es va casar cinc vegades. El seu primer marit va ser Otto Gressing, i Norworth el seu segon. El tercer marit fou un ballarí anomenat Harry Clarke, que també actuava amb ella al Vodevil. El marit número quatre era l'home de negocis de Nova York Arthur Gordoni. El seu cinquè i últim marit va ser Benjamin Friedland, un empresari i propietari de garatges de la ciutat de Nova York.
Bayes no va tenir fills biològics en cap dels seus matrimonis. Tot i això, va adoptar tres fills. El més antic va ser Norman Bayes, adoptat per Bayes i Gordoni el març de 1918. El segon fill de Bayes va ser una filla anomenada Lea Nora, adoptada el 25 de juliol de 1919. El seu tercer fill va ser Peter Oxley Bayes, nascut el 9 de març de 1921 a Londres i adoptat el 16 d'octubre de 1923.

## Mort
A principis de 1928, a Nora Bayes li van diagnosticar un càncer, i va morir el 28 de març de 1928 després de la seva cirurgia a Jewish Hospital, Brooklyn, Nova York.
Després de 18 anys en una sepultura provisional, el seu cos va ser enterrat amb el cinquè marit Benjamin Lester Friedland al cementiri de Woodlawn al Bronx, Nova York. La segona esposa de Friedland, va deixar les sepultures de la parella sense marcar en 1946. En una cerimònia el 21 d'abril de 2018, finalment es va col·locar un text a la tomba de Nora Bayes en un acte públic.
L'11 d'abril de 2006, en els termes de la Llei de preservació dels Registres Nacionals del 2000, Nora Bayes es va afegir al Registre nacional. La citació deia que ella era
"Inextricablement associada a la imaginació popular amb la Primera Guerra Mundial ... ex-membre de les Ziegfeld Follies, un vodeviliana extremadament popular i una estrella de Broadway, va enregistrar diverses cançons per augmentar la moral durant la guerra i va actuar àmpliament per als soldats."